# Uppsala
Uppsala (švédsky  upsala) je město ve Švédsku, hlavní město kraje, komuny a historické provincie stejného jména. Leží asi 70 km severně od hlavního města Stockholmu. Městem protéká malá řeka Fyrisån, která se na jih od města vlévá do jezera Mälaren. V roce 2016 mělo město 152 617 obyvatel, je 4. největším městem v zemi.
Mezi nejznámější dominanty města patří Uppsalská katedrála (Domkyrkan) a Uppsalský hrad (Uppsala slot). Uppsala je sídlem arcibiskupa a luteránské arcidiecéze. Je také univerzitním městem a důležitým centrem biomedicínského průmyslu. Jsou zde dvě státní univerzity (Uppsalská univerzita, Švédská univerzita zemědělských věd) a sídlí zde řada firem v oblasti farmacie a biotechnologií.
Ve městě se narodilo nebo působilo řada známých osobností vědy, kultury a politiky. Mezi nejznámější patří Carl von Linné nebo Dag Hammarskjöld. 

## Zajímavá místa
Ve městě se nachází známá katedrála, která je vysoká 118,70 metru, hlavní univerzitní budova poblíž katedrály je vystavěna v renesančním stylu, dále pak hrad, pocházející ze 16. století, který nechal vybudovat Gustav Vasa a také univerzitní knihovna – Carolina Rediviva, kde je vystavena tzv. Stříbrná bible, která se poprvé do Švédska dostala z Prahy.

### Osobnosti spjaté s městem
- Emanuel Swedenborg (1688–1772), vědec, vynálezce a teolog
- Anders Celsius (1701–1744), astronom, geodet, fyzik a matematik, autorem Celsiovy stupnice
- Carl von Linné (1707–1778), přírodovědec a lékař, zakladatel botanické a zoologické systematické nomenklatury
- Jöns Jacob Berzelius (1779–1848)), chemik
- Erik Gustaf Geijer (1783–1847), romantický spisovatel, historik, básník a filozof
- Anders Jonas Ångström (1814–1874), astronom a fyzik
- Svante Arrhenius (1859–1927), fyzik a chemik
- Nathan Söderblom (1866 –1931), biskup, nositel Nobelovy ceny za mír
- Hugo Valentin (1888–1963), historik, spisovatel, vědec v oboru židovských dějin
- Arne Tiselius (1902–1971), biochemik, nositel Nobelovy ceny
- Dag Hammarskjöld (1905–1961), ekonom a diplomat
- Ingmar Bergman (1918–2007), režisér a scenárista
- Hans Blix (* 1928), diplomat a politik

## Partnerská města
- Bærum, Norsko
- Daejeon, Jižní Korea
- Frederiksberg, Dánsko
- Hafnarfjörður, Island
- Hämeenlinna, Finsko
- Minneapolis, Minnesota, USA
- Tartu, Estonsko
- Tchaj-pej, Tchaj-wan